# Hit and Run (Girlschool)
Hit And Run è il secondo album in studio della band heavy metal britannica Girlschool, pubblicato nel 1981.

## Tracce
1. C'mon Let's Go – 3:37
2. The Hunter – 3:15
3. (I'm Your) Victim – 2:42
4. Kick It Down – 3:03
5. Following the Crowd – 3:08
6. Tush (cover degli ZZ Top) – 2:16
7. Hit and Run – 3:08
8. Watch Your Step – 3:22
9. Back to Start – 3:32
10. Yeah Right – 3:21
11. Future Flash – 4:27
Bonus tracks della riedizione del 2004
12. Please Don't Touch (interpretata con i Motörhead, cover di Johnny Kidd and the Pirates) – 2:49
13. Bomber (cover dei Motörhead) – 3:28
14. Tonight (b-side del singolo Hit and Run) – 2:34
15. Demolition Boys (live; b-side del singolo C'mon Let's Go) – 3:07
16. Tonight (live; b-side del singolo C'mon Let's Go) – 2:40
17. Yeah Right – 2:35 •
18. Hunter – 3:00 •
19. Kick It Down – 3:06 •
20. Watch Your Step – 3:08 •

• Tracce 12–13 tratte dall'ep St. Valentine's Day Massacre
• Tracce 17–20 registrate alle BBC radio session broadcast al Richard Skinner Show il 26 Gennaio 1981

## Formazione
- Kim McAuliffe – voce, chitarra
- Kelly Johnson – voce, chitarra
- Enid Williams – voce, basso
- Denise Dufort – batteria